# Vinderød
Vinderød ist eine dänische Ortschaft mit 1061 Einwohnern (Stand 1. Januar 2023) auf Seeland. Die Ortschaft liegt im gleichnamigen Kirchspiel (Vinderød Sogn), das bis 1970 zur Harde Strø Herred im damaligen Frederiksborg Amt gehörte. Mit der Auflösung der Hardenstruktur wurde das Kirchspiel in die Kommune Frederiksværk aufgenommen, die Kommune wiederum ging mit der Kommunalreform zum 1. Januar 2007 mit anderen Kommunen in der neu gegründeten Kommune Halsnæs auf, die zur Region Hovedstaden gehört.
Vinderød liegt weniger als einen Kilometer nördlich von Frederiksværk.

## Persönlichkeiten
- John Carlsen (* 1961), Radrennfahrer